# Gwizdkor
Gwizdkor (Parotomys) – rodzaj ssaków z podrodziny myszy (Murinae) w obrębie rodziny myszowatych (Muridae).

## Rozmieszczenie geograficzne
Rodzaj obejmuje gatunki występujące w południowej Afryce.

## Morfologia
Długość ciała (bez ogona) 124–170 mm, długość ogona 82–115 mm, długość ucha 15–25 mm, długość tylnej stopy 26–34 mm; masa ciała 75–111 g.

## Systematyka
Rodzaj zdefiniował w 1918 roku angielski zoolog Oldfield Thomas w artykule zatytułowanym Zrewidowana klasyfikacja Otomyinae z opisami nowych rodzajów i gatunków, opublikowanym w czasopiśmie „The Annals and magazine of natural history”. Gatunkiem typowym jest (oryginalne oznaczenie) gwizdkor hotentocki (P. brantsii).

### Etymologia
- Parotomys: gr. παρα para ‘blisko, obok’; rodzaj Otomys F. Cuvier, 1824 (uszkor)[1].
- Liotomys: gr. λειος leios ‘gładki’; rodzaj Otomys F. Cuvier, 1824 (uszkor)[1]. Gatunek typowy (oryginalne oznaczenie): Paratomys (Liotomys) littledalei O. Thomas, 1918.

### Podział systematyczny
Do rodzaju należą następujące gatunki:
| Grafika | Gatunek               | Autor i rok opisu | Nazwa zwyczajowa    | Podgatunki         | Rozmieszczenie geograficzne | Podstawowe wymiary                            | Status IUCN |
| ------- | --------------------- | ----------------- | ------------------- | ------------------ | --- | --------------------------------------------- | ----------- |
|         | Parotomys brantsii    | (A. Smith, 1834)  | gwizdkor hotentocki | gatunek monotypowy | południowa i południowo-wschodnia Namibia, skrajnie południowo-zachodnia Botswana oraz zachodnia Południowa Afryka (Prowincja Przylądkowa Północna i Zachodnia); zakres wysokości: 0–1000 m n.p.m. | DC: 14,1–15,8 cm DO: 9,3–11,5 cm MC: 75–111 g | LC          |
|         | Parotomys littledalei | O. Thomas, 1918   | gwizdkor zaroślowy  | gatunek monotypowy | zachodnia Namibia wzdłuż wąskiego pasa wybrzeża na południe do najsuchszych obszarów północno-zachodniej Południowej Afryki; zakres wysokości: 0–1500 m n.p.m.                                     | DC: 12,4–17 cm DO: 8,2–11,2 cm MC: 97–110 g   | LC          |

Kategorie IUCN:  LC  – gatunek najmniejszej troski.